# Hinode
Pour le satellite japonais, voir Hinode (satellite).
Hinode (日の出町, Hinode-machi) est un bourg du district de Nishitama, préfecture de Tokyo, au Japon. Sa population est d'environ 16 000 habitants.